# Inconscio italiano
Inconscio italiano (deutsch = das italienische Unbewusste) ist ein Dokumentarfilm von Luca Guadagnino aus dem Jahr 2011. Thema des Films ist die Besetzung Abessiniens durch Italien während der faschistischen Herrschaft.

## Inhalt
Der Film ist in zwei Abteilungen untergliedert. Im ersten Teil kommen sieben Journalisten und Fachleute aus verschiedenen Gebieten der Kulturwissenschaften zu Wort, die sich mit dem Thema Italienischer Kolonialismus und Abessinienkrieg befasst haben. Erörtert wird aus unterschiedlichen Perspektiven, inwieweit das italienische Identitätsbewusstsein von heute seine Wurzeln in der faschistischen Vergangenheit Italiens hat.
Der Filmtitel, der auf einem Vorschlag der Journalistin und Sozialphilosophin Ida Dominijanni beruht, bezieht sich auf den methodischen Ansatz des Films: Die Vergangenheit behandeln wie ein intrinsisches, verdrängtes Unbewusstes und das, was verschüttet war, wie in einer Analyse, wieder ans Licht bringen.

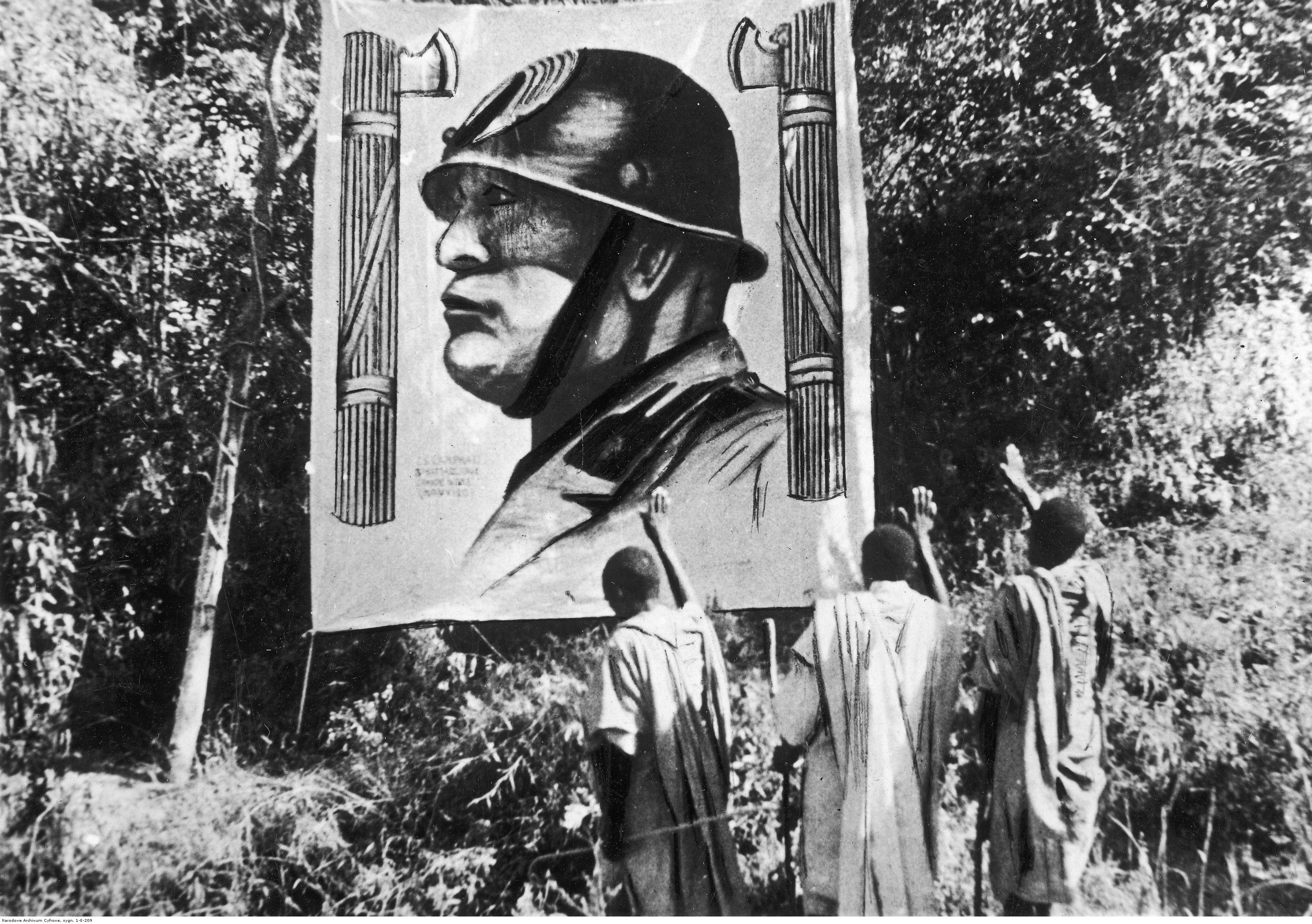
Äthiopier salutieren vor dem Bild Mussolinis, Mekelle, 1937

Das Bildmaterial für den zweiten Teil des Films stammt hauptsächlich aus Archivmaterial des Istituto Luce in Rom und wurde ergänzt durch Fotos und Filme aus russischen und britischen Archiven. Gezeigt werden u. a. Aufnahmen von Massakern, die durch Angehörige der italienischen Armee an der Zivilbevölkerung begangen wurden, und deren Bilder nie den Weg in die italienische Wochenschau fanden, oder beispielsweise Fotos von Rodolfo Graziani, General und Vizekönig Abessiniens, der das Massaker in der Klosterstadt Debra Libanos angeordnet hat.

## Veröffentlichung
Premiere des Films war am 5. August 2011 in Locarno. Im selben Jahr lief er außerdem auf dem Torino Film Festival, und außer Konkurrenz auf dem Beirut International Film Festival. 2012 wurde er auf dem Festival Dolce Cinema, les Rencontres du cinéma italien à Grenoble et en Isère innerhalb der Retrospektive Focus Luca Guadagnino gezeigt.

## Kritik
Davide Alberti schreibt in der Zeitschrift L'Orientale, Inconscio italiano sei ein Versuch Guadagninos, nachzuforschen, welchen Einfluss der Kolonialismus auf die Genese der italienischen Identität gehabt habe, mit dem Fazit, dass es Italien bisher nicht gelungen sei, diese Erfahrungen aufzuarbeiten.